# Сліпняк гладкий
Сліпняк гладкий (Stenodema laevigatum) — вид клопів родини трав'яних клопів (Miridae).

## Поширення
Вид поширений у Європі від Великої Британії на схід через Малу Азію та Кавказ до Північного Китаю, а також у Північній Африці. Населяє різні біотопи. Мешкає як на відкритих місцевостях, так і в тінистих місцях в листяних і хвойних лісах.

## Опис
Клоп з подовженим тонко побудованим тілом різного кольору: зеленого, жовтуватого або солом'яного, до темно-коричневого. Забарвлення залежить від переважного кольору середовища, в якому живе дана особина. Самці мають довжину тіла від 7,8 до 8,5 мм, а самиці — від 8,5 до 9,1 мм.

## Спосіб життя
Клоп харчується виключно рослинними соками солодких злаків, переважно з родів Alopecurus, Dactylis, Festuca, Holcus, Agrostis, Deschampsia, Triticum, Secale та інших. Личинки спочатку присмоктуються до вегетативних частин, таких як листя і стебла. Пізніше вони переходять на суцвіття і, як і дорослі тварини, висмоктують недозріле насіння.